# Belenois larima
Belenois larima is een vlindersoort uit de familie van de Pieridae (witjes), onderfamilie Pierinae.
Belenois larima werd in 1836 beschreven door Boisduval.